# حوزه انکستی
حوزه انکستی (به اسپانیایی: Ancasti Department) یک سکونتگاه مسکونی در آرژانتین است که در ایالت کاتامارکا واقع شده‌است.